# Wilhelm Reinold
Wilhelm Reinold (* 17. Dezember 1895 in Wuppertal-Barmen; † 1979) war ein deutscher Investor, Bankier, Kunstsammler und Mäzen.

## Ausbildung und Wirken
Seine Bankkarriere begann Wilhelm Reinold – nach eigenen Angaben „auf Drängen des Vaters, daher mit einem ‚gewissen Trotz‘“ –  im heimatlichen Wuppertal mit einer „Lehrzeit“ beim Barmer Bank-Verein Hinsberg, Fischer & Co. Dort wurde er bereits im Alter von 20 Jahren Handlungsbevollmächtigter und erhielt mit 24 Jahren die Prokura. Im Anschluss war er in verschiedenen Filialen des Bankvereins tätig, der 1932 – bedingt durch die Währungs- und Deutsche Bankenkrise („twin crisis“) – mit der Commerz- und Privat-Bank fusionierte, wo er fortan in leitender Stellung tätig wurde.
1936 trat er als Leiter der Commerzbank-Filiale Duisburg mit weiteren Geldgebern an den damals 27-jährigen Helmut Horten heran, und sie gründeten mit ihm als einzigem persönlich haftenden Gesellschafter die Helmut Horten KG. Fortan sollte Wilhelm Reinold den Warenhausfachmann Horten immer wieder begleiten, so dass das Nachrichtenmagazin Der Spiegel Reinold später als dessen „kapitalträchtigen Schatten“ bezeichnete.
Noch vor dem Ende des Zweiten Weltkriegs machte sich Reinold als Investor und stiller Teilhaber selbstständig mit einer Tätigkeit, die sich nach eigenen Angaben „vor allem auf den Osten und auf Ostberlin erstreckte“. Dabei konnte er auf seine Geschäftspartnerschaft mit Helmut Horten zurückgreifen. Nach 2022 veröffentlichten Recherchen der Historiker Peter Hoeres und Maximilian Kutzner von der Julius-Maximilians-Universität Würzburg erwarben Reinold und Horten 1938 das große Königsberger Kaufhaus Alexander & Echternach von jüdischen Besitzern. Damit war er zusammen mit Horten „in der obersten Riege der Kaufleute angekommen“. Ebenfalls übernahmen sie gemeinsam 1943 das mit Rüstungsaufgaben ausgelastete Flugzeugwerk Johannisthal GmbH am Flugplatz Johannisthal in Berlin.
Von 1952 bis 1958 war Reinold gemeinsam mit Robert Gebhardt und Walter Meier-Bruck eines der drei Vorstandsmitglieder der Hamburger Commerz- und Discontobank AG. Von 1958 bis 1961 war er Vorstandsmitglied des Nachfolgeinstitutes Commerzbank AG.

## Aufsichtsratsmandate
Ab 1953 bis mindestens 1959 saß Reinold für die Commerzbank im Aufsichtsrat der Hansa Mühle AG, Hamburg-Wilhelmsburg. Bis August 1961 war er Aufsichtsratsmitglied der Commerzbank AG. Im Jahre 1964 war er laut Hoppenstedt Vorsitzender des Aufsichtsrates der Allgemeine Deutsche Inkasso AG, Duisburg, stellvertretendes Aufsichtsratsmitglied der Absatzkreditbank Aktiengesellschaft (AKB), Hamburg, saß im Aufsichtsrat der Rudolf Karstadt AG, Hamburg, der Olympia Werke AG, Wilhelmshaven, der Horten-Cooperation of New York, N.Y., der Warenhaus W. Jacobsen AG (Horten), Kiel und war Beirat der Helmut Horten GmbH, Düsseldorf.

## Kunstsammlung Reinold
Reinold war Kunstliebhaber und begann 1960 gegen Ende seiner Berufstätigkeit im Alter von 65 Jahren in seinem Privathaus in Hamburg-Falkenstein die „Sammlung Reinold“ mit hochkarätigen Arbeiten moderner Malerei aufzubauen. Darunter befanden sich u. a. „Der Frühstückstisch (Blau)“ von Max Beckmann sowie Arbeiten von Emil Nolde, Lyonel Feininger, Wassily Kandinsky, Ernst Ludwig Kirchner, Edvard Munch und Alexej von Jawlensky. Die Sammlung wurde ab 2004 in mehreren Teilen aufgelöst und versteigert, zuletzt  2018. Von Oskar Kokoschka ließ er für seine Sammlung Auftragsarbeiten anfertigen, beispielsweise die Hamburger Hafenlandschaft „Hafen III“. Er gilt als Mäzen der Hamburger Kunsthalle und des Museum für Kunst und Gewerbe Hamburg, denen er u. a. Werke von Kokoschka stiftete.

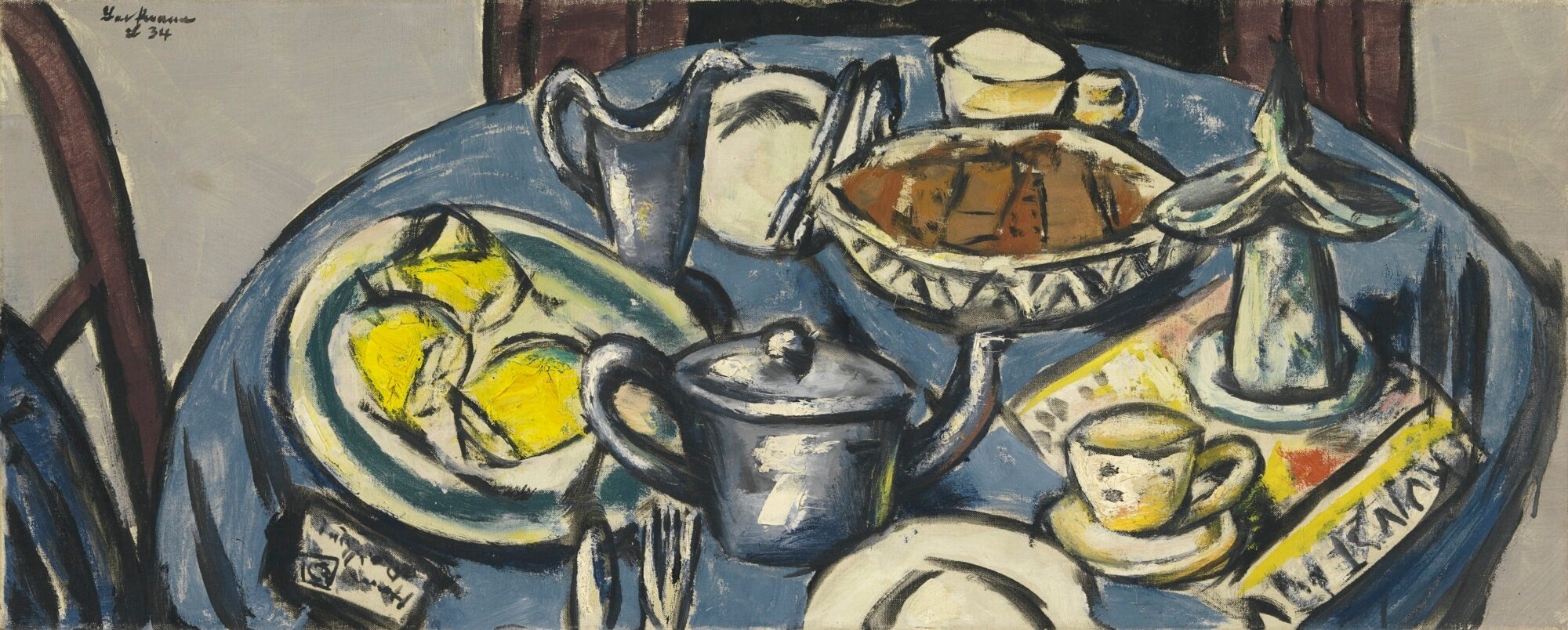
Der Frühstückstisch (blau), Max Beckmann (1934)
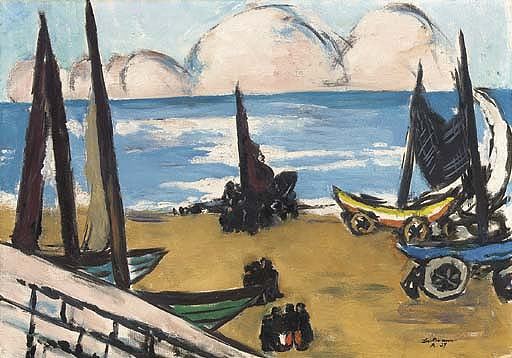
Boote am Strand, Max Beckmann (1937)
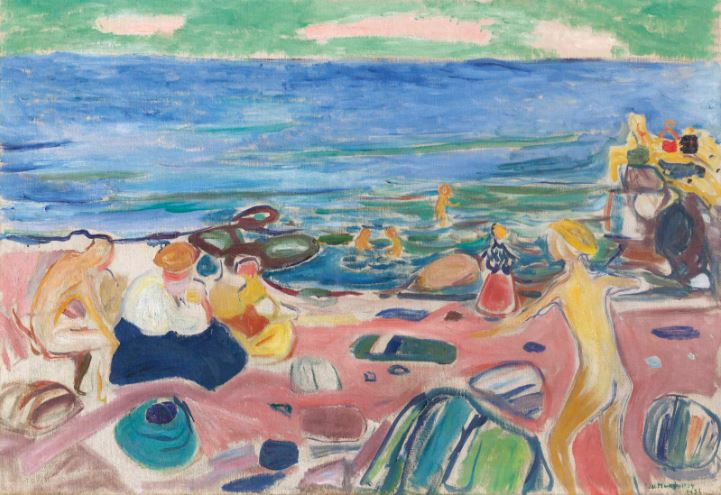
Badeszene am Åsgårdstrand, Edvard Munch (zwischen 1904 und 1936)
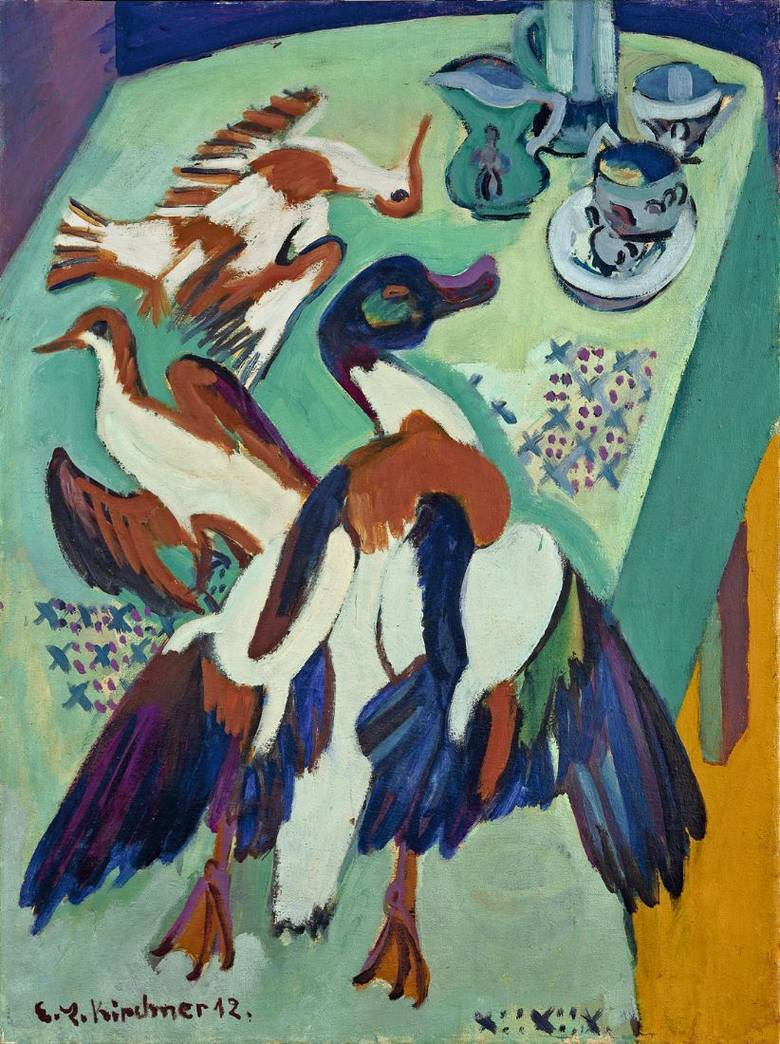
Stillleben mit Ente und Schnepfen, Ernst Ludwig Kirchner (zwischen 1912 und 1920)
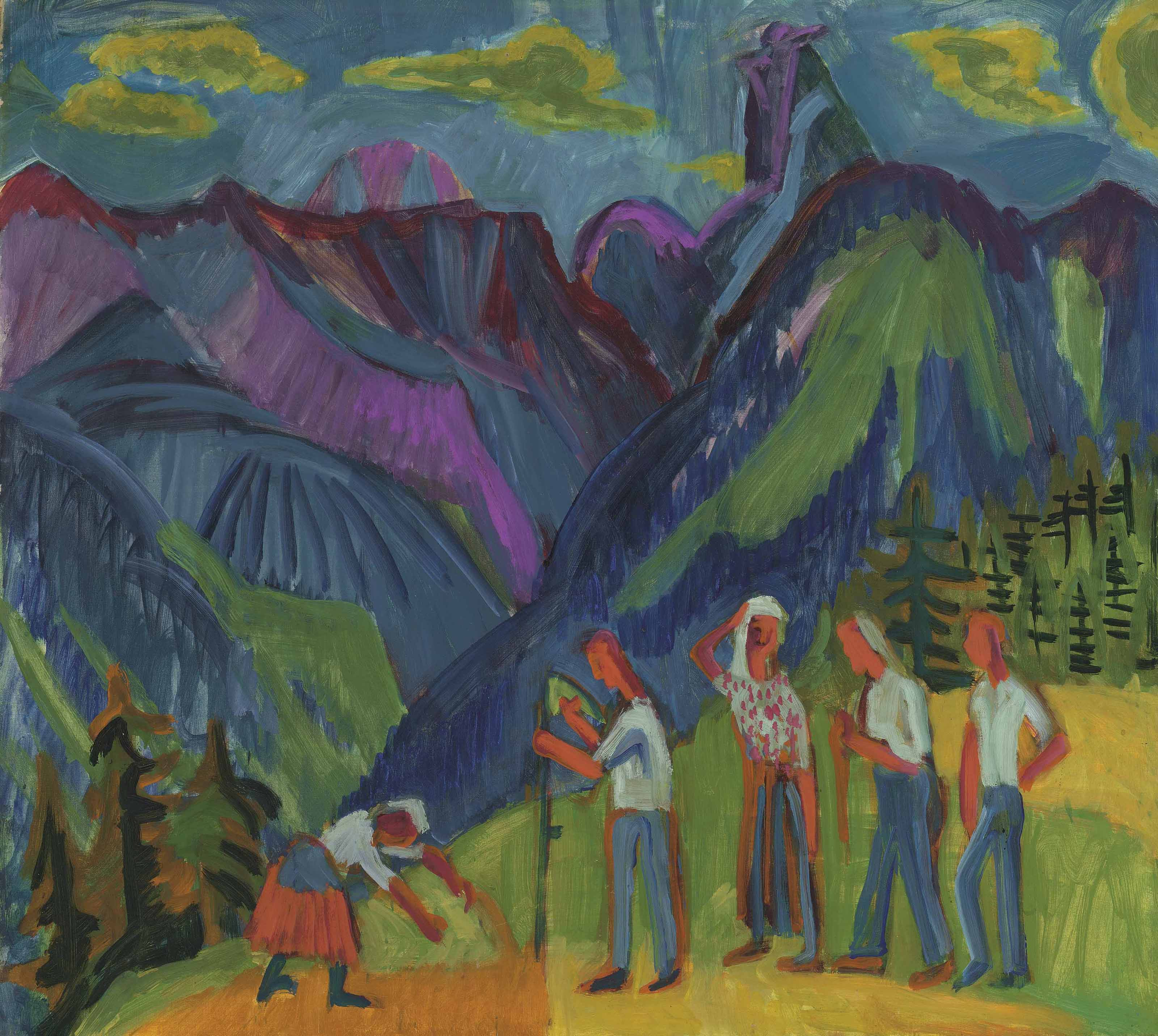
Bergheuer, Heuer auf der Alp, Ernst Ludwig Kirchner (1920/1921)
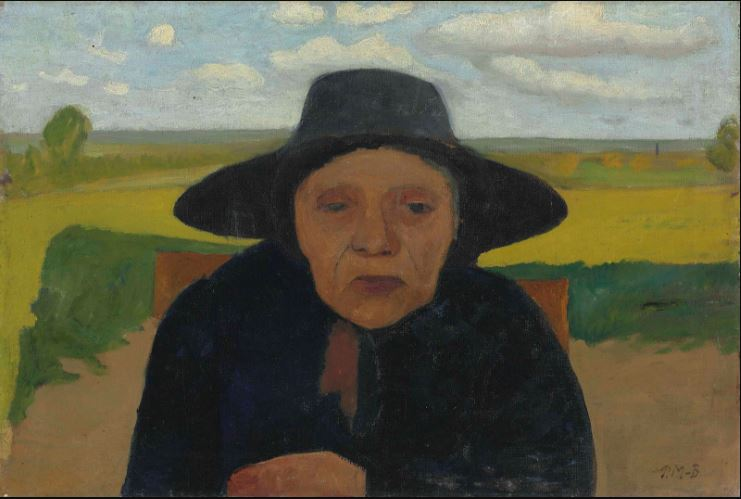
Brustbild einer alten Bäuerin mit Hut vor Landschaft, Paula Modersohn-Becker (ca. 1901)
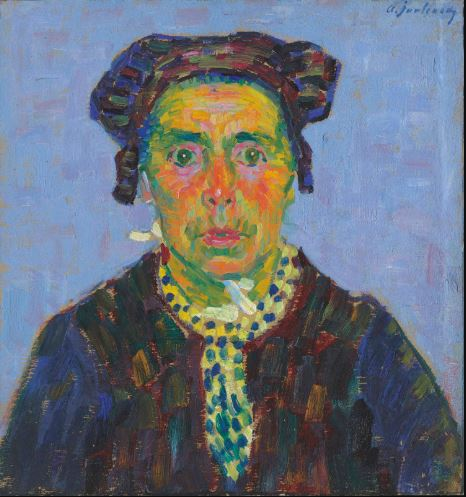
Bretonin, Alexej von Jawlensky (ca. 1906)

## Privates
Reinold lebte in Hamburger Villenvorort Falkenstein (Hamburg-Blankenese), später auch in Partenkirchen (Oberbayern) im prunkvollen, ehemaligen Haus des Richard-Wagner-Dirigenten Hermann Levy. Er war verheiratet, hatte Kinder und mehrere Enkelkinder.